# 926
Năm 926 là một năm trong lịch Julius.

## Mất
6 tháng 9 - Liêu Thái Tổ, người sáng lập nhà Liêu ( s.872 )